# Ceratobasidium cereale
Ceratobasidium cereale é uma espécie de fungo pertencente à família Ceratobasidiaceae.